# Euhampsonia gigantea
Euhampsonia gigantea är en fjärilsart som beskrevs av Druce 1909. Euhampsonia gigantea ingår i släktet Euhampsonia och familjen tandspinnare. Inga underarter finns listade i Catalogue of Life.